# Piranga rubriceps
El quitrique de capucha roja o piranga capuchirroja (Piranga rubriceps) es una especie de ave paseriforme de la familia Cardinalidae (anteriormente el género Piranga era incluido en Thraupidae). Es nativa de Colombia, Ecuador y Perú. Su hábitat natural es el bosque tropical de montano.